# Кубок Польщі з футболу 1962—1963
Кубок Польщі з футболу 1962–1963 — 9-й розіграш кубкового футбольного турніру в Польщі. Титул вдруге поспіль здобув Заглембє (Сосновець).

## Календар
| Раунд        | Матчі | Клуби   |
| ------------ | ----- | ------- |
| Перший раунд | 36    | 86 → 50 |
| Другий раунд | 18    | 50 → 32 |
| 1/16 фіналу  | 16    | 32 → 16 |
| 1/8 фіналу   | 8     | 16 → 8  |
| 1/4 фіналу   | 4     | 8 → 4   |
| 1/2 фіналу   | 2     | 4 → 2   |
| Фінал        | 1     | 2 → 1   |

## Перший раунд
| Команда 1                      | Рахунок | Команда 2                       |
| ------------------------------ | ------- | ------------------------------- |
| Андалузья (Бжозовіце)          | 2:5     | Домб (Катовиці)                 |
| Арка (Нова Суль)               | 1:5     | Старт (Лодзь)                   |
| Варта (Ґожув-Велькопольський)  | 1:3     | Полонія (Бидгощ)                |
| Варшавянка (Варшава)           | 0:2     | Олімпія (Познань)               |
| Ресовія (Ряшів)                | 0:1     | Шльонськ (Вроцлав)              |
| Вікторія (Ченстохова)          | 2:4 дч  | Сталь (Стальова Воля)           |
| П'яст (Хощно)                  | 0:1     | Унія (Ратибор)                  |
| Гусар (Нурець)                 | 0:5     | Легія II (Варшава)              |
| Унія (Вомбжезьно)              | 0:4     | Погонь-2 (Щецин)                |
| Ґеданя (Гданськ)               | 1:4     | Поможанін (Торунь)              |
| Юранд (Бемово Піске)           | 1:5     | Балтик (Гдиня)                  |
| Люблінянка (Люблін)            | 2:5 дч  | Заглембє (Валбжих)              |
| Кадра (Рембертув)              | 0:2     | Арка (Гдиня)                    |
| Влукняж-2 (Лодзь)              | 3:5     | КСЗО (Островець-Свентокшиський) |
| Бежановянка (Бежанув)          | 0:7     | ГКС (Катовиці)                  |
| Дажбур (Щецінек)               | 3:5     | Флота (Гдиня)                   |
| Олеснічанка (Олесниця)         | 2:1     | Вікторія (Явожно)               |
| Лехія (Зелена Гура)            | 0:3     | Славія (Руда-Шльонська)         |
| Ґураль 1956 (Живець)           | 1:4     | Ураня (Руда-Шльонська)          |
| Варта (Заверце)                | 3:4     | Тренежи ВОЗПН (Варшава)         |
| Ґраніца (Кентшин)              | 0:3     | Полонія (Гданськ)               |
| КС Славєнціце                  | 4:3     | Краковія-2 (Краків)             |
| Будовляні (Стшельці-Опольські) | 0:3     | Йовіч (Гливиці)                 |
| Бронь (Радом)                  | 2:5 дч  | АКС (Хожув)                     |
| МКС Мишкув                     | 0:1 дч  | Карпати-2 (Кросно)              |
| Сталь (Красник)                | 2:0     | Влукняж (Лодзь)                 |
| Гвардія (Кошалін)              | 1:2     | Завіша (Бидгощ)                 |
| Варта (Познань)                | 3:2 дч  | Мазур (Елк)                     |
| БКС Сталь (Бельско-Бяла)       | 1:1     | П'яст (Гливиці)                 |
| Варта (Серадз)                 | 3:1     | Вавель (Краків)                 |
| Спарта (Забже)                 | 4:1     | Ракув (Ченстохова)              |
| Бохеньскі КС                   | 1:13    | Шомберки (Битом)                |
| Чарні (Битом)                  | 1:3     | Гарбарня (Краків)               |
| Лехія (Дзержонюв)              | 0:3     | Краковія (Краків)               |
| Отмент (Крапковіце)            | 0:2     | Карпати (Кросно)                |
| Калісія (Каліш)                | 3:5     | Сталь (Мелець)                  |

Перегравання
| Команда 1                | Рахунок | Команда 2       |
| ------------------------ | ------- | --------------- |
| БКС Сталь (Бельско-Бяла) | 1:5     | П'яст (Гливиці) |

## Другий раунд
| Команда 1                       | Рахунок | Команда 2               |
| ------------------------------- | ------- | ----------------------- |
| Поможанін (Торунь)              | 0:3     | Шомберки (Битом)        |
| Балтик (Гдиня)                  | 0:1     | Гарбарня (Краків)       |
| Олеснічанка (Олесниця)          | 0:1     | Славія (Руда-Шльонська) |
| Легія II (Варшава)              | 0:5     | Домб (Катовиці)         |
| Погонь-2 (Щецин)                | 0:2     | П'яст (Гливиці)         |
| ГКС (Катовиці)                  | 3:1 дч  | Старт (Лодзь)           |
| Олімпія (Познань)               | 0:2     | Варта (Серадз)          |
| Сталь (Стальова Воля)           | 5:0     | Унія (Ратибор)          |
| Заглембє (Валбжих)              | 1:0     | Арка (Гдиня)            |
| Полонія (Бидгощ)                | 4:2     | Флота (Гдиня)           |
| Ураня (Руда-Шльонська)          | 5:1     | Тренежи ВОЗПН (Варшава) |
| Полонія (Гданськ)               | 4:2     | КС Славєнціце           |
| АКС (Хожув)                     | 7:0     | Карпати-2 (Кросно)      |
| Сталь (Красник)                 | 3:1     | Шльонськ (Вроцлав)      |
| Карпати (Кросно)                | 1:2     | Завіша (Бидгощ)         |
| Варта (Познань)                 | 3:2     | Краковія (Краків)       |
| КСЗО (Островець-Свентокшиський) | 2:1     | Спарта (Забже)          |
| Йовіч (Гливиці)                 | 1:0     | Сталь (Мелець)          |

## 1/16 фіналу
| Команда 1               | Рахунок | Команда 2                       |
| ----------------------- | ------- | ------------------------------- |
| Шомберки (Битом)        | 2:0     | Вісла (Краків)                  |
| Гарбарня (Краків)       | 2:2     | ЛКС (Лодзь)                     |
| Славія (Руда-Шльонська) | 3:0     | Лехія (Гданськ)                 |
| Домб (Катовиці)         | 0:4     | Заглембє (Сосновець)            |
| П'яст (Гливиці)         | 4:1     | Арконія (Щецин)                 |
| ГКС (Катовиці)          | 1:3     | Лех (Познань)                   |
| Варта (Серадз)          | 2:6     | Полонія (Битом)                 |
| Сталь (Стальова Воля)   | 1:6     | Легія (Варшава)                 |
| Заглембє (Валбжих)      | 6:0     | КСЗО (Островець-Свентокшиський) |
| Полонія (Бидгощ)        | 0:1     | Погонь (Щецин)                  |
| Ураня (Руда-Шльонська)  | 0:2     | Гурник (Забже)                  |
| Полонія (Гданськ)       | 2:3     | Рух (Хожув)                     |
| АКС (Хожув)             | 4:3     | Гвардія (Варшава)               |
| Сталь (Красник)         | 1:0     | Одра (Ополе)                    |
| Завіша (Бидгощ)         | 5:1     | Варта (Познань)                 |
| Йовіч (Гливиці)         | 0:2     | Сталь (Ряшів)                   |

Перегравання
| Команда 1         | Рахунок | Команда 2   |
| ----------------- | ------- | ----------- |
| Гарбарня (Краків) | 0:1     | ЛКС (Лодзь) |

## 1/8 фіналу
| Команда 1               | Рахунок | Команда 2            |
| ----------------------- | ------- | -------------------- |
| ЛКС (Лодзь)             | 1:2     | Заглембє (Валбжих)   |
| Легія (Варшава)         | 0:2     | Заглембє (Сосновець) |
| П'яст (Гливиці)         | 0:0     | Шомберки (Битом)     |
| Лех (Познань)           | 4:1     | Погонь (Щецин)       |
| Славія (Руда-Шльонська) | 1:5     | Гурник (Забже)       |
| АКС (Хожув)             | 2:3     | Завіша (Бидгощ)      |
| Полонія (Битом)         | 3:2     | Сталь (Красник)      |
| Рух (Хожув)             | 4:2     | Сталь (Ряшів)        |

Перегравання
| Команда 1       | Рахунок | Команда 2        |
| --------------- | ------- | ---------------- |
| П'яст (Гливиці) | 0:3     | Шомберки (Битом) |

## 1/4 фіналу
| Команда 1        | Рахунок | Команда 2            |
| ---------------- | ------- | -------------------- |
| Полонія (Битом)  | 2:2     | Заглембє (Сосновець) |
| Шомберки (Битом) | 1:0     | Заглембє (Валбжих)   |
| Лех (Познань)    | 2:4     | Гурник (Забже)       |
| Рух (Хожув)      | 2:0     | Завіша (Бидгощ)      |

Перегравання
| Команда 1       | Рахунок | Команда 2            |
| --------------- | ------- | -------------------- |
| Полонія (Битом) | 1:2     | Заглембє (Сосновець) |

## 1/2 фіналу
| Команда 1            | Рахунок | Команда 2        |
| -------------------- | ------- | ---------------- |
| Заглембє (Сосновець) | 2:1     | Шомберки (Битом) |
| Гурник (Забже)       | 0:3     | Рух (Хожув)      |

## Фінал
| 1 травня 1963 |

| Заглембє (Сосновець) | 2:0      | Рух (Хожув) |
| -------------------- | -------- | ----------- |
| Косідер 14' Ґайк 88' | Протокол |             |

| Сілезький стадіон, Хожув Глядачів: 70 000 Арбітр: Станіслав Бернацік |